# Bordelum
Bordelum (nordfriesisch Boorlem) ist eine Gemeinde am Stollberg im Kreis Nordfriesland in Schleswig-Holstein. Sie ist verwaltungsmäßig angeschlossen an das Amt Mittleres Nordfriesland. Das Gemeindegebiet befindet sich zu beiden Seiten des landschaftlichen Übergangs von der Marsch zur Hohen Geest.

## Geographie

### Geographische Lage
Das Gemeindegebiet von Bordelum erstreckt sich zu drei Seiten des den gesamten Landschaftsraum des mittleren Nordfrieslands prägenden Stollbergs. Während die südlichen und westlichen Ausläufer direkt in die Nordfriesische Marsch hinabgleiten, gehen die östlichen Ausläufer in Richtung des Ortsteils Dörpum in das Sandergebiet der Schleswigschen Geest über.

### Gemeindegliederung
Das Gemeindegebiet umfasst die folgenden Ortsteile:
- Addebüll (dänisch Adebøl)
- Büttjebüll (dänisch Byttebøl, nordfriesisch Bötjebel)
- Dörpum (dänisch Dørpum, nordfriesisch Toorpem) mit Dörpumfeld (dänisch Dørpummark, nordfriesisch Toorpemfäil)
- Ebüll (dänisch Ebøl, nordfriesisch Äbel)
- Margarethenberg[3]
- Ost-Bordelum mit Ost-Bordelumfeld
- Sterdebüll (dänisch Sterdebøl)
- Stollberg (dänisch Stolbjerg)
- Uphusum (dänisch Ophusum)
- West-Bordelum

### Nachbargemeinden
|            | Langenhorn                                  | Lütjenholm |
| Langenhorn | Kompassrose, die auf Nachbargemeinden zeigt | Högel      |
| Reußenköge | Bredstedt                                   | Sönnebüll  |

### Geologie
Das Gemeindegebiet Bordelums gehört verschiedenen geologischen Formationen an. Der im Gemeindegebiet liegende Marschstreifen wird gebildet durch die folgenden vier Köge (Eindeichungsjahr in Klammern):
- Sterdebüller Alter Koog (um 1466)
- Sterdebüller Neuer Koog (um 1520)
- Bordelumer Koog (um 1520)
- Frau-Metten-Koog (1721)

Nordöstlich daran schließt sich mit dem Stollberg ein Teilbereich der Hohen Geest an. Der Stollberg ist eine Endmoräne aus der Saale-Eiszeit. Auf dessen nördlichen Ausläufern schließen im Grenzbereich zur Gemeinde Langenhorn weiträumige Heideflächen an. Der östliche Gemeindebereich um den Ortsteil Dörpum ist aufgrund seiner Landschaftsgenese als Grundmoräne der Saale-Eiszeit nur schwach reliefiert. Dieser sogenannte Sanderstreifen ist Teil der Schleswigschen Geest.

## Geschichte
Die Kirche St. Nikolai zu Bordelum wurde im 12. oder frühen 13. Jahrhundert gegründet. Sie liegt nördlich vom Siedlungsbereich des Ortsteils Ost-Bordelum am Südhang des Stollbergs – möglicherweise an der Stelle eines älteren friesischen Heiligtums. Archäologische Untersuchungen im Jahr 1951 haben nachgewiesen, dass in der Umgebung der Kirche die ersten Siedlungsplätze des 12./13. Jahrhunderts lagen, die im Verlauf des 15. Jahrhunderts von ihren Bewohnern verlassen wurden.
Der Ortsname ist erstmals im Jahr 1300 dokumentiert worden. Der Name geht zurück auf dän. bord in der Bedeutung am Rand und -holm für Erhebung. Wahrscheinlich ist eine Siedlung am Geestrand bzw. Geestabhang beschrieben. Das Suffix -holm hat sich wie bei anderen Ortsnamen zu -lum weiter entwickelt (vgl. Bondelum).
Das Quellwasser, das auf der kircheneigenen „Brunnenkoppel“ am Fuß des Stollbergs entspringt, wurde um 1770 als heilend gelobt und zog besonders zwischen 1808 und 1810 viele Besucher an. Die erwarteten Heilerfolge stellten sich nicht ein und schon bald blieben die Besucher aus.
Der Ort liegt historisch in der Nordergoesharde. Nach dem Deutsch-Dänischen Krieg 1864 und der Gründung der preußischen Provinz Schleswig-Holstein 1866 wurde aus dem Gebiet des Kirchspiels Bordelum eine Kirchspielslandgemeinde gebildet. Sie umfasste die sieben Dorfschaften Addebüll, Büttjebüll, Dörpum, Ebüll, Oster-Bordelum, Sterdebüll und Wester-Bordelum.
Im Jahr 1934 wurden die Kirchspielslandgemeinden aufgelöst und aus der Kirchspielslandgemeinde Bordelum sollten die Landgemeinden Bordelum, Büttjebüll, Dörpum und Sterdebüll gebildet werden. Doch mit Wirkung vom 1. Dezember 1934 verblieb es bei der Landgemeinde Bordelum.
Die „Bordelumer Rotte“
Bordelum, Dörpum und Bargum waren die Zentren der sogenannten Bordelumer Rotte, einer radikal-pietistischen Bewegung, die 1737 von zwei ehemaligen Theologiestudenten, dem Kandidaten Franz Barsonius und dem aus Frankenhausen stammenden Hauslehrer David Bähr, ins Leben gerufen wurde. Ihre Mitglieder, etwa zwanzig Personen, nahmen nicht an den Gottesdiensten teil, weil sie ihnen zu „wüst“ waren, sondern versammelten sich in eigenen Konventikeln. Zudem blieben sie dem Abendmahl fern und verachteten die Taufe. Sich selbst sahen sie als Heilige, die von göttlichen Offenbarungen und einem inneren „Trieb“ geleitet wurden. Sie arbeiteten am heiligen Sonntag und hatten eigene Vorstellungen von der Ehe: Trat der Partner nicht zum richtigen Glauben über, sahen sie die Ehe als aufgelöst an. Stattdessen lebten sie oft in „wilder Ehe“. Die Prediger beschwerten sich bei der Obrigkeit, die daraufhin eine Untersuchung durchführte und die Sekte im Juni 1739 verbot. Die Anführer flohen, aber die Sekte soll in Dörpum bis ins 19. Jahrhundert Bestand gehabt haben.

## Politik

### Gemeindevertretung
Die Wahl zum Gemeinderat am 14. Mai 2023 wurden insgesamt 13 Sitze vergeben. Von diesen erhielt die CDU sieben Sitze, die BDW vier Sitze und das BünDnis zwei Sitze.

### Bürgermeister
In der Wahlperiode 2023–2028 bekleidet Susanne Bahnsen (CDU) das Amt der Bürgermeisterin.

### Wappen
Blasonierung: „Von Gold und Rot gespalten. Rechts 10 blaue Flankenflammen, hinten über goldenem Eichenblatt vier goldene diagonal gestellte Windmühlenflügel.“

## Wirtschaft und Infrastruktur

### Allgemeines
Die Wirtschaftsstruktur der Gemeinde Bordelum ist sehr ländlich und somit kleinteilig strukturiert. Die Wirtschaftskraft wurde lange Zeit von der Landwirtschaft einschließlich des dazugehörigen Nebengewerbes erbracht. So existieren in der Gemeinde heute zwei Betriebe für Verkauf, Wartung und Reparatur von Landmaschinen. Inzwischen sind ebenfalls die erneuerbaren Energien von Bedeutung. In der Gemeinde gibt es mehrere Windparks und Biogasanlagen, so dass Bordelum als „umweltfreundliche Gemeinde“ ausgezeichnet wurde.
Die Gemeinde erstellt (mit Beginn des Jahres 2018) ebenfalls eine Gemeinwohlbilanz.
Im Jahr 2019 wurde erstmals das Quartiers-Konzept Bordelum –„Schaufenster Dörpum“ vorgestellt. Hierbei handelt es sich um ein integriertes Energieentwicklungsungskonzept für den Ortsteil Dörpum.
In Bordelum ist die Fachklinik Haus Norderheide des Vereins Deutscher Arbeitskreis für Familienhilfe.
Die Grundschule Bordelum liegt in der Straße „An der Schule“ und ist ein Standort der „Grundschule Breklum-Bredstedt-Bordelum“ des „Schulverbandes Mittleres Nordfriesland“.

### Verkehr
Das Gemeindegebiet wird im Individualverkehr von der Bundesstraße 5 im Abschnitt nördlich von Bredstedt grob in Nord-Süd-Richtung durchzogen. Diese stellt, in direkter Weiterführung aus der Bundesautobahn 23 westlich von Heide, eine direkte Verbindung in Richtung Süden in die nächstgelegene deutsche Metropolregion Hamburg und nach Norden in Richtung der Bundesgrenze bei Tondern (dän.: Tønder) her.
Dieser Straßenlauf führt allerdings nicht direkt durch die einzelnen Dorflagen der Gemeinde. Die zentralen aneinander gelegenen Ortsteile von Ost-Bordelum bis Sterdebüll sind durch die am Fuße des Stollbergs abzweigende schleswig-holsteinische Landesstraße 6 (L 6) angebunden. In Sterdebüll zweigt diese in nordwestlicher Richtung nach West-Langenhorn ab, während der direkte Straßenlauf in die L 191 nach Ockholm und Dagebüll übergeht. An dem weiterführenden Abschnitt der L 6 wird direkt der Ortsteil Büttjebüll durchfahren.
Der Ortsteil Dörpum wird über die bereits in Bredstedt in nördlicher Richtung von der B 5 abzweigenden L 4 erreicht.
Im ÖPNV sind die zentralen Siedlungsorte durch die Buslinie R120 des Nahverkehrsverbunds Schleswig-Holstein von Husum nach Bredstedt (Montag-Freitag Weiterfahrt über Bordelum bis Mönkebüll) im Stundentakt angebunden. Die Linie fährt sowohl die Bushaltestelle am Bahnhof Bredstedt (nur Regionalzugverkehr), wie auch diejenige am Bahnhof Husum (Nah- und Fernverkehr) (beide an der Marschbahn gelegen) an.
Seit August 2019 sind darüber hinaus alle Bushaltestellen im gesamten Gemeindegebiet täglich tagsüber siebenmal (grob alle 2 Stunden) ausgehend vom Bahnhof in Bredstedt durch einen Rufbus angebunden.

## Sehenswürdigkeiten
In der Liste der Kulturdenkmale in Bordelum stehen die in der Denkmalliste des Landes Schleswig-Holstein eingetragenen Kulturdenkmale.

## Naturerlebnisraum Stollberg
Der 43,4 m hohe Stollberg, die vierthöchste Erhebung in Nordfriesland, wurde 2002 als Naturerlebnisraum anerkannt. Urnengräber deuten auf eine vorgeschichtliche Besiedlung des Bergs hin. Obwohl Raseneisenerz vorhanden ist, war es bis in die 1950er Jahre mit Sanddünen bedeckt, so dass seine Existenz erst sehr spät bekannt wurde. Die Stollbergquelle steht heute als „heilige Quelle“ unter Denkmalschutz.

## Personen, die mit Bordelum verbunden sind
- Der Atlantis-Forscher Jürgen Spanuth (1907–1998) war von 1933 bis 1978 Pastor der Evangelisch-lutherischen Kirchengemeinde Bordelum.
- Heinz Eduard Tödt (1918–1991), deutscher evangelischer Theologe, geboren in Bordelum
- Peter Nissen (* 1957), Dramaturg, Übersetzer und Journalist, geboren in Bordelum
- Carl Ingwer Johannsen (* 18. Juni 1935 in Ost-Bordelum), deutscher Museumsleiter. Er war insgesamt 25 Jahre Leiter des Schleswig-Holsteinischen Freilichtmuseums in Molfsee.

## Galerie

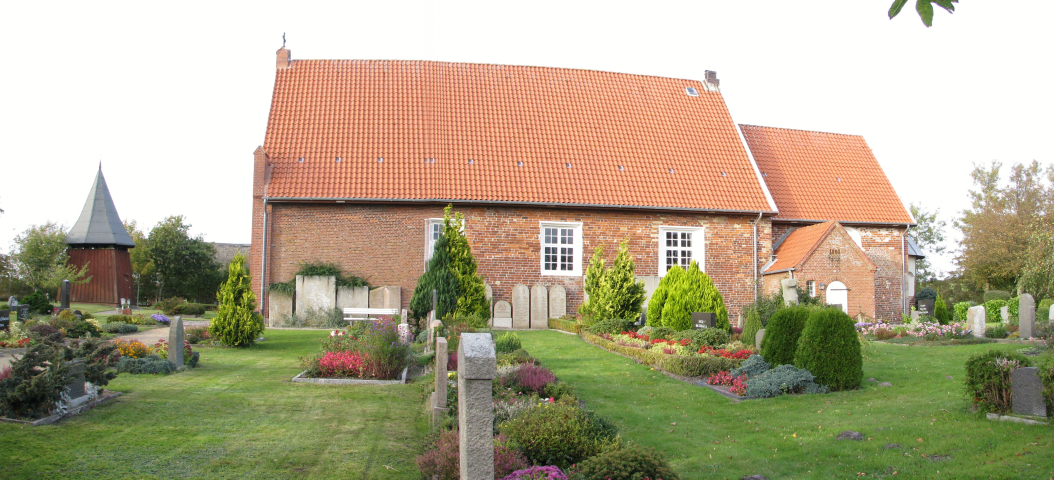
St.-Nikolai-Kirche zu Bordelum mit separat stehendem hölzernen Glockenturm
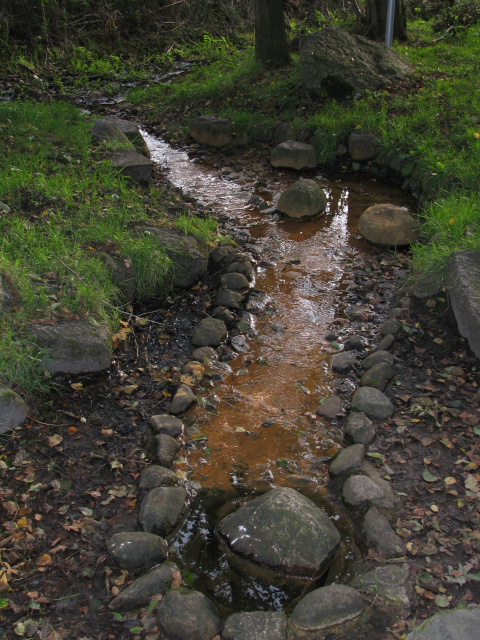
„Heilige Quelle“ am Ortsrand
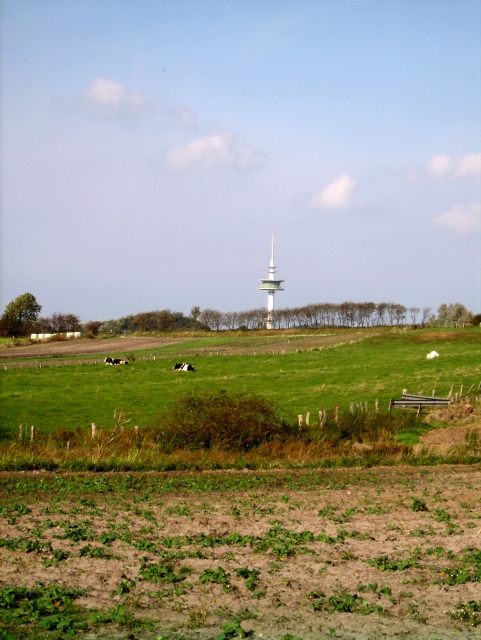
Landschaft rund um den Stollberg
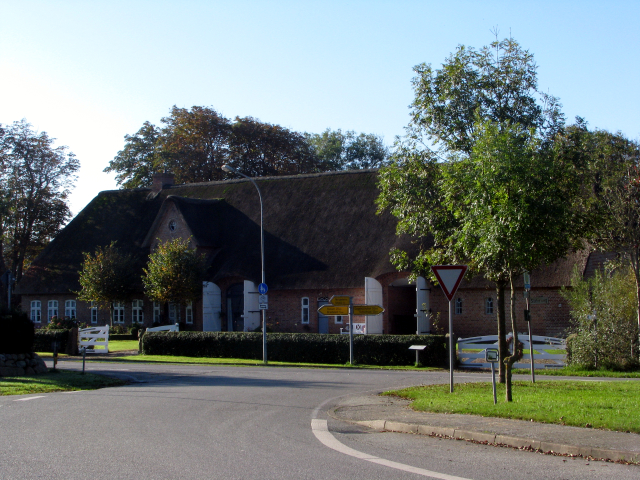
Eingetragenes Kulturdenkmal – Ein Geesthardenhaus im Bordelumer Ortsteil Sterdebüll